# Хартлпул
Ха́ртлпул (англ. Hartlepool [ˈhɑːrtlɪpuːl]) — портовый город на северо-востоке Англии. Ранее входил в состав графства Дарем, в настоящий момент является главным городом унитарной единицы Хартлпул.
В 4 км к югу от города располагается действующая атомная электростанция.
В городе Хартлпул базируется профессиональный футбольный клуб «Хартлпул Юнайтед».
Здесь родился Майкл Райс — британский певец, представитель Великобритании на конкурсе Евровидение-2019. И Саванна Маршалл - чемпионка мира по боксу.

## Достопримечательности
- HMS Trincomalee - корабль музей, парусный фрегат 1817 года
- National Museum of the Royal Navy Hartlepool - исторический музей
- Heugh Battery Museum - образовательный объект
- Tweddle Children's Animal Farm - ферма
- Hartlepool Marina - историческая достопримечательность